# Demografia de Cap Verd
Demografia de Cap Verd tracta sobre les característiques demogràfiques de la població de Cap Verd incloent la densitat de població, grup ètnic, nivell d'educació, salut de la població, situació econòmica, creences religioses i altres aspectes sobre la població.

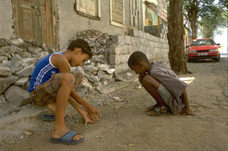
Dos nens capverdians jugant.

L'arxipèlag de Cap Verd estava deshabitat quan els portuguesos el van descobrir en 1456. Els esclaus africans van ser portats a l'illa per treballar en les plantacions portugueses, com a resultat els capverdians són mulats (en portuguès mestiços) per la mescla entre els seus ancestres africans i europeus. Entre els avantpassats europeus també s'hi inclouen mariners espanyols i italians a qui se'ls havia concedit terres per part de l'Imperi Portuguès, seguits pels colons portuguesos (lusoafricans), exiliats i jueus portuguesos que van ser víctimes de la Inquisició. Molts europeus de diferents parts del món s'han establert a Cap Verd per a la seva residència fixa. La majoria d'ells eren holandesos, francesos, britànics (anglesos), àrabs i jueus (des del Líban i Marroc), xinesos (especialment de Macau), dels Estats Units i de Brasil (incloent a les persones d'ascendència portuguesa i africana). Tots ells han estat absorbits per les poblacions de mestiços.
Les estadístiques de l'administració portuguesa en la dècada de 1960 declaren que la composició racial dels habitants era del 78% de mestissos, 21% d'"africans" i 1% d'"europeus" (és a dir, blancs). Aquestes xifres s'han utilitzat excessivament en diversos llocs, malgrat que no estan actualitzades. Des de la independència en 1975, les estadístiques oficials de Cap Verd no estan basades en grups racials. Fonts oficials estableixen que "la majoria de la població és mulata" (..."majoritàriament mestissa"...) sense indicar cap nombre. Ètnicament els capverdiaos es veuen com un sol grup, independentment que siguin mulats, negres o blancs.
Els pocs recursos naturals de què disposa el país han induït històricament a l'emigració dels pobladors. De fet, dels més d'1 milió de persones de Cap Verd a nivell mundial només una mica més d'un terç viu a les illes. Els 500.000 restants es troben distribuïts als Estats Units, més precisament a Nova Anglaterra. Moltes persones amb ascendència de Cap Verd també viuen a Portugal, als Països Baixos, França, Itàlia, Argentina i el Senegal. Pobladors de Cap Verd també es van assentar a Espanya, Alemanya i el Canadà i altres països de la comunitat portuguesa (com Angola, Brasil i Guinea Bissau). Després de la independència de Portugal en 1975 un nombre d'estudiants capverdians continuaven els seus estudis en les secundàries, instituts politècnics i universitats portugueses, mitjançant acords entre els governs de Portugal i Cap Verd.
Encara que l'idioma oficial és el portuguès, la majoria dels capverdians parlen el crioll capverdià (Crioulo en portuguès, Kriolu o Kriol en crioll capverdià) i hi tenen un ric repertori de literatura i cançons. Quant a la religió, la majoria és seguidora del cristianisme romà, també hi ha alguns protestants, bahà'ís i musulmàns.

## Població

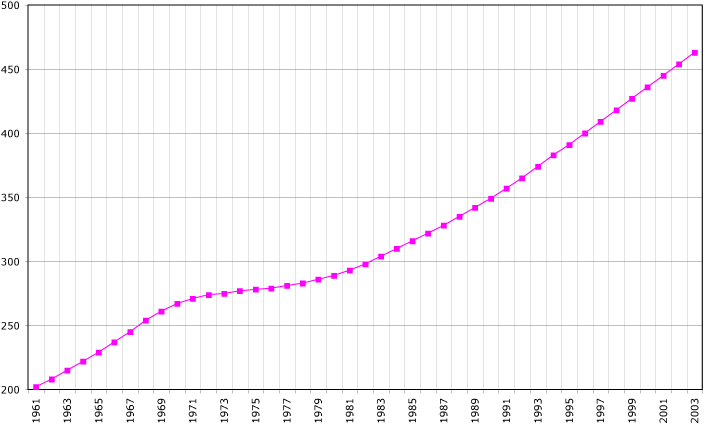
Demografia de Cap Verd (1961-2003)

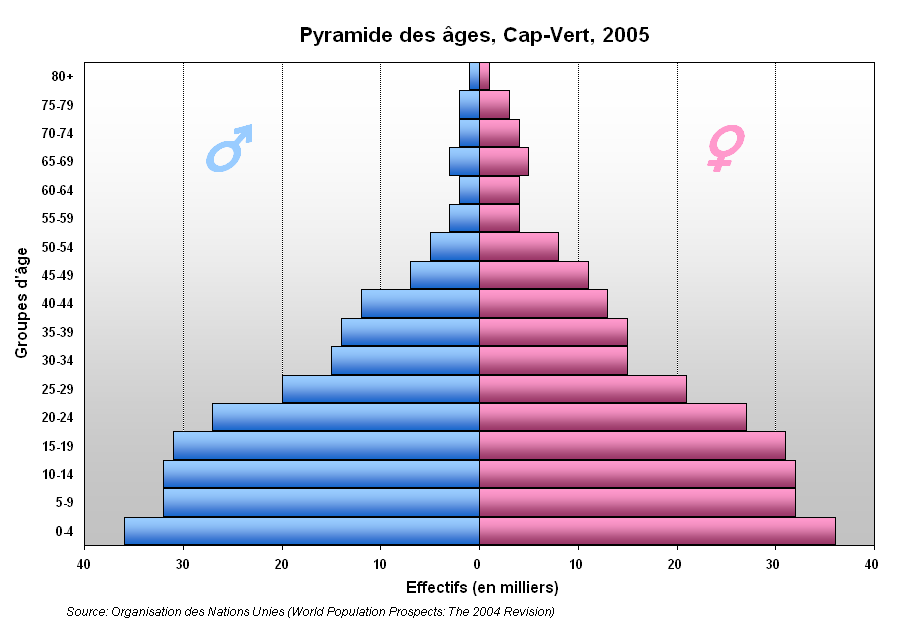
Piràmide d'edats a Cap Verd. Organització de les Nacions Unides 2004

D'acord amb la revisió de 2010 del World Population Prospects la població total era de 496.000 el 2010 en comparació amb només 178.000 en 1950. La proporció de nens menors de 15 anys el 2010 va ser de 31,8%, el 62,3% va ser d'entre 15 i 65 anys, mentre que el 5,9% va ser de 65 anys o més.
|      | Població total (x 1000) | Població 0–14 (%) | Població 15–64 (%) | Població 65+ (%) |
| ---- | ----------------------- | ----------------- | ------------------ | ---------------- |
| 1950 | 178                     | 32.6              | 59.8               | 7.6              |
| 1955 | 195                     | 35.8              | 57.9               | 6.2              |
| 1960 | 211                     | 42.1              | 53.2               | 4.8              |
| 1965 | 240                     | 48.5              | 47.3               | 4.2              |
| 1970 | 274                     | 48.2              | 47.8               | 4                |
| 1975 | 311                     | 45.8              | 49.6               | 4.6              |
| 1980 | 300                     | 46                | 48.7               | 5.3              |
| 1985 | 328                     | 44.5              | 50.5               | 5                |
| 1990 | 348                     | 45.4              | 49.8               | 4.8              |
| 1995 | 395                     | 44.5              | 50.5               | 5                |
| 2000 | 437                     | 41.7              | 52.9               | 5.3              |
| 2005 | 473                     | 37                | 57.2               | 5.8              |
| 2010 | 496                     | 31.8              | 62.3               | 5.9              |

## Estadístiques vitals de Cap Verd
Les dades vitals de Cap Verd dels darrers anys no són disponibles. El Departament de Població de les Nacions Unides ha fet la següent estimació.
| Període | Naixements vius per any | Morts per any | Canvi natural per any | CBR* | CDR* | NC*  | TFR* | IMR* |
| --- | ----------------------- | ------------- | --------------------- | ---- | ---- | ---- | ---- | ---- |
| 1950-1955 | 9 000                   | 4 000         | 5 000                 | 49.0 | 22.6 | 26.3 | 6.57 | 139  |
| 1955-1960 | 10 000                  | 4 000         | 5 000                 | 48.0 | 21.1 | 26.9 | 6.76 | 132  |
| 1960-1965 | 10 000                  | 4 000         | 6 000                 | 45.0 | 18.7 | 26.3 | 6.97 | 125  |
| 1965-1970 | 11 000                  | 4 000         | 6 000                 | 41.4 | 16.4 | 25.0 | 6.97 | 117  |
| 1970-1975 | 12 000                  | 4 000         | 8 000                 | 41.1 | 13.4 | 27.7 | 6.86 | 96   |
| 1975-1980 | 13 000                  | 4 000         | 9 000                 | 41.6 | 11.6 | 30.0 | 6.62 | 78   |
| 1980-1985 | 13 000                  | 3 000         | 10 000                | 41.3 | 10.3 | 31.0 | 6.10 | 65   |
| 1985-1990 | 14 000                  | 3 000         | 11 000                | 40.9 | 9.2  | 31.7 | 5.63 | 54   |
| 1990-1995 | 14 000                  | 3 000         | 11 000                | 36.5 | 7.9  | 28.6 | 4.93 | 44   |
| 1995-2000 | 13 000                  | 3 000         | 10 000                | 31.6 | 6.7  | 24.9 | 4.15 | 37   |
| 2000-2005 | 12 000                  | 3 000         | 9 000                 | 26.2 | 5.8  | 20.5 | 3.28 | 28   |
| 2005-2010 | 11 000                  | 3 000         | 8 000                 | 21.9 | 5.2  | 16.7 | 2.60 | 21   |
| * CBR taxa bruta de natalitat (per 1.000); CDR = taxa bruta de mortalitat (per 1000); NC = Canvi natural (per 1000); IMR = mortalitat infantil per cada 1.000 naixements; TGF = Taxa global de fecunditat (nombre de fills per dona) |                         |               |                       |      |      |      |      |      |

Naixements i morts
| Any  | Població (x1000) | Naixements vius | Morts | Increment navural | Taxa bruta de natalitat | Taxa bruta de mortalitat | Taxa d'increment natural | TFR |
| ---- | ---------------- | --------------- | ----- | ----------------- | ----------------------- | ------------------------ | ------------------------ | --- |
| 2009 |                  | 13 044          | 2 897 | 10 147            | 25,6                    | 5,7                      | 19,9                     |     |
| 2010 |                  | 13 415          | 2 917 | 10 498            | 25,9                    | 5,6                      | 20,3                     |     |

### Fertilitat i naixements
Taxa global de fecunditat (TGF) (taxa de fecunditat desitjada) i taxa bruta de natalitat (CBR):
| Any  | CBR (Total) | TFR (Total) | CBR (Urbana) | TFR (Urbana) | CBR (Rural) | TFR (Rural) |
| ---- | ----------- | ----------- | ------------ | ------------ | ----------- | ----------- |
| 2005 | 22          | 2,9 (2,8)   | 23           | 2,7 (2,7)    | 22          | 3,1 (3,0)   |

## Estadístiques demogràfiques del CIA World Factbook
Aquestes dades han estat extretes del CIA World Factbook:

### Mitjana mitjana d'edat
- Total: 21.1 anys
- Homes: 20.4 anys
- Dones: 20.9 anys (al 2009)

### Urbanització
- Població urbana: 60% del total de la població (al 2009)
- Taxa d'urbanització: 3.5% taxa anual de canvi (2005-2010)

### Proporció de gèneres
En néixer: 1.03 homes / dones

Menors de 15 anys: 1.01 homes / dones

15-64 anys: 0.97 homes / dones

65 anys i més: 0.58 homes / dones

Població total: 0.95 homes / dones (al 2009)

### Esperança de vida en néixer
Total de la població: 71.61 anys

Homes: 68.27 anys

Dones: 75.05 anys

### Analfabetisme
Majors de 15 anys que poden llegir i escriure:

Total de la població: 76.6%

Homes: 85.8%

Dones: 69.2% (al 2003)

#### HIV - SIDA
- Taxa de prevalença en adults: 0.035% (en 2001)
- Persones que viuen amb HIV - SIDA: 775 (en 2001)
- Morts: 225 (en 2001)